# Те Кооти
Те Кооти Арикиранги Те Туруки (англ. Te Kooti, Te Kooti Arikirangi Te Turuki; около 1832—1893) — маорийский лидер и партизан, основатель религии Рингату.
Во время боев вместе с правительственными войсками против сторонников религиозного движения Хау-хау в 1865 году он был обвинен в шпионаже. Сосланный на острова Чатем без суда и следствия вместе с захваченными приверженцами Хау-хау, он испытал видения и стал религиозным лидером. В 1868 году он возглавил побег 168 заключенных, захватив шхуну «Стрелок» и отплыв обратно на Северный остров, где начал серию партизанских рейдов. Последовавшая за этим военная карательная кампания стала известна как Война Те Кооти. Он был помилован в 1883 году, но продолжал активно распространять религию Рингату и отвоевывать земли у пакеха.

## Ранняя жизнь
Ранние годы Те Кути неизвестны. Он родился в Те Па-о-Каху в регионе Гисборн, сын Хоне Рангипатахи и Хине Туракау из племени (иви) Ронгоухакаата. Это было хапу племени Нгати Мару, деревни которой были расположены недалеко от лагуны Авапуни, где река Ваипаоа впадает в океан. Арикиранги считается оригинальным именем Те Кути. Считается, что он родился примерно в 1832 году.
Те Кооти — это его христианское имя при крещении. Те Кооти, по-видимому, был очень беспокойным ребенком для своего отца, который пытался убить его. В 1852 году он стал известен как один из группы молодых маори, вызывающих проблемы в районе Гисборн. Он взял на себя роль «социального бандита», врываясь в дома поселенцев и крадя товары в составе грабительского отряда. Его отправили в миссионерскую школу в Вакато, близ Манутуке. В 1846—1847 годах ему преподавал миссионер Сэмюэл Уильямс. Сэмюэл и его дядя Уильям Уильямс «помогли мальчику найти новый мир в Библии».
Но его репутация все еще страдала, также после контактов с преподобным Томасом Сэмюэлом Грейсом, который должен был заменить Уильяма Уильямса в течение нескольких лет (1850—1853). Поселенцы просили местных вождей работать с местным рунангой (советом маори), чтобы решить проблемы с Те Кооти, но его люди упорно брали свиней, лошадей, крупный рогатый скот и алкоголь, возмущая рунангу, управляемую старшими вождями. В результате Па Те Кооти был атакован Те Айтанга-а-Матиаки. Было взято много пленных, но сам Те Кооти бежал.
Ему пришлось покинуть дом и отправиться в море на разных кораблях, которые торговали вдоль берегов Северного острова.

## Изгнание
В 1865 году, сражаясь с правительственными войсками при подавление культа Пай Марире (или культа Хау-хау), он был арестован как шпион при попытке связаться со своим братом, который сражался с Хау-хау, и сослан на острова Чатем вместе с мятежниками, против которых он сражался. Его никогда не судили, и он пользовался любой возможностью, чтобы потребовать суда. Некоторые говорят, что он получил свое имя от этого, «Кооти» произносится как «Корти», другие — что это была маорийская версия фамилии «Коутс». Если он действительно снабжал приверженцев Пай Марире оружием, как утверждается, он также принимал участие в сражении против них. Есть утверждения, что он стрелял холостыми по этому случаю.
Находясь на архипелаге Чатем, Те Кооти испытал видения и стал религиозным лидером. Другие заключенные называли Те Кооти Таухаки, дважды рожденный, после того как он неожиданно умер от туберкулеза. Он также продемонстрировал некоторую ловкость рук например, он использовал спичечные головки, чтобы поджечь свою руку над алтарем во время церковной службы. Эти уловки привели в замешательство заключенных маори на островах Чатем, и когда некоторые из вождей, находившихся на острове, были отправлены обратно на материк, Те Кооти воспользовался ситуацией и стал местным лидером. Только на дядю Те Кооти эти фокусы не произвели впечатления, и он видел их насквозь. Тем не менее Те Кооти основал веру под названием Рингату («поднятая рука»), которая приобрела множество последователей и до сих пор присутствует в новозеландском обществе.
В это время на островах Чатем Те Кооти (или Те Коти, как он подписывал документы) был женат гражданским браком на Маате Те Оваи 27 июля 1867 года. Документы о браке свидетельствуют, что он родился в 1832 году.

## Побег
В 1868 году, ожидая пополнения запасов, Те Кооти предсказал, что вскоре прибудут две лодки, чтобы забрать их с острова. Обычно заключенные работали на ферме, но под предлогом дождя несколько заключенных смогли проникнуть в редут. На самом деле на всем острове было всего шесть брнитанских солдат, так как большинство из них было отправлено в апреле в Хокитику, где опасались восстания. 4 июля 1868 года Те Кооти возглавил побег и вместе со 168 другими пленными захватил шхуну «Стрелок» с припасами и винтовками, потопив еще одно судно «Флоренция», чтобы нельзя было поднять тревогу и отправиться обратно на Северный остров. Один сержант с острова Чатем был убит из-за личной обиды. Морякам-пакеха разрешили остаться в живых и отплыли к берегам Новой Зеландии с помощью угонщиков маори. Матросы попытались отплыть в сторону Веллингтона, но Те Кооти, знавший толк в парусном деле, приказал схватить их и заявил, что они будут выброшены за борт, если не будут держать курс на Восточное побережье. На четвертый день в судно попало в полный штиль, и Те Кооти объявил, что нужна жертва. Тогода Те Кооти бросил за борт своего дядю, Те Варихи Отини, и вскоре корабль снова двинулся вперед.
По прибытии в Вареонгаонгу в Поверти-Бэй Те Кооти попросил убежища у сторонников короля маори и племен Тухоэ, но получил отказ. Он также искал диалога с британским колониальным правительством, но получил отказ. Он прислал заявление о том, что если правительство хочет войны, то он даст ее им в ноябре.

## Партизанская война
10 ноября 1868 года Те Кооти и его последователи напали на городок Матаверо на окраине Гисборна. Было убито около 54 человек, включая женщин и детей. Среди погибших были 22 местных маори, а также европейские поселенцы. Вероятно, это было нападение из мести, мотивированное заключением Те Кооти в тюрьму как шпиона. Затем Те Кооти преследовали колониальные и сочувствующие маори силы. Его община была окружена в Нгатапе, но Те Кооти и его воинам удалось бежать.
Оттуда Те Кооти бежал во владения короля маори Те Порере. Там он создал укрепленное поселение па и выдержал нападение британских войск, в том числе некоторых противостоящих отрядов маори, под командованием майора Кепы. После долгих боев англичане прорвались в па, и Те Кооти пришлось покинуть его, оставив много убитых и раненых. Сам Те Кооти был ранен в палец при побеге. Оттуда Те Кути бежал в Уреверу и заключил союз с руководством племенем Тухоэ.
С 1869 по 1872 год Те Кооти и его последователи совершали набеги по всему Центральному Северному острову, преследуемые своими колониальными врагами и их союзниками-маори. Его власть была сломлена только после того, как его союзники Тухоэ были завоеваны его врагами. Но Те Кооти снова удалось бежать, на этот раз во владения короля Маори, где он провел следующее десятилетие под защитой короля маори. Те Кооти использовал это время для развития своей религии.

## Помилование и последующая жизнь
В 1878 году Те Кооти был изгнан из хуи в Хикуранги, который был созван правительством, потому что он нарушил запрет на алкоголь, который был введен вторым королем маори Тафиао. Те Кооти в бешенстве выбежал из зала и впал в дикую ярость. Утром он вернулся весь в перьях альбатроса, шаркая и сгибаясь, приняв облик шаркающего старика. Те Кооти изображается в этом повествовании как Тавхаки, дважды рожденный. Он сбросил маскировку, и из подмышечных впадин сверкнули молнии. Перья должны были показать богодухновенный мир, согласно истории.
В 1883 году Те Кооти был помилован английским правительством и начал путешествовать по Новой Зеландии. Его последователи росли, и он решил вернуться в свой старый дом. Популярность Те Кооти вызывало недовольство крупных вождей маори. Однако его былое насилие не было забыто, и местный судья арестовал его и заключил в тюрьму, сославшись на преждевременное нарушение мира. Те Кооти освободили с условием, что он никогда больше не попытается вернуться в свой старый дом. Те Кооти обжаловал это решение и поначалу добился успеха, но в 1890 году апелляционный суд постановил, что ужас и тревога, которые повлекло бы за собой повторное появление Те Кооти, оправдывают решение магистрата.
В 1891 году правительство предоставило ему участок земли в Вайнуи, где позже была построена мараэ для церкви Рингату. В 1893 году Те Кооти погиб в результате несчастного случая на телеге, когда ехал на землю, подаренную ему правительством.